# Diadelomorpha clavigera
Diadelomorpha clavigera är en fjärilsart som beskrevs av Diakonoff 1953. Diadelomorpha clavigera ingår i släktet Diadelomorpha och familjen vecklare. Inga underarter finns listade i Catalogue of Life.